# Вотер-Мілл (Нью-Йорк)
Вотер-Мілл (англ. Water Mill) — переписна місцевість (CDP) в США, в окрузі Саффолк штату Нью-Йорк. Населення — 2506 осіб (2020).

## Географія
Вотер-Мілл розташований за координатами 40°55′21″ пн. ш. 72°21′3″ зх. д. / 40.92250° пн. ш. 72.35083° зх. д. (40.922393, -72.350704).  За даними Бюро перепису населення США в 2010 році переписна місцевість мала площу 31,14 км², з яких 27,30 км² — суходіл та 3,84 км² — водойми.

## Демографія
Згідно з переписом 2010 року, у переписній місцевості мешкало 1559 осіб у 652 домогосподарствах у складі 432 родин. Густота населення становила 50 осіб/км².  Було 2085 помешкань (67/км²).
Расовий склад населення:
| - 93,8 % — білих - 1,4 % — азіатів - 1,0 % — чорних або афроамериканців - 1,9 % — осіб інших рас |

До двох чи більше рас належало 1,9 %. Частка іспаномовних становила 7,0 % від усіх жителів.
За віковим діапазоном населення розподілялося таким чином: 18,5 % — особи молодші 18 років, 58,8 % — особи у віці 18—64 років, 22,7 % — особи у віці 65 років та старші. Медіана віку мешканця становила 51,0 року. На 100 осіб жіночої статі у переписній місцевості припадало 102,2 чоловіків;  на 100 жінок у віці від 18 років та старших — 98,3 чоловіків також старших 18 років.
Середній дохід на одне домашнє господарство  становив 187 315 доларів США (медіана — 104 569), а середній дохід на одну сім'ю — 204 966 доларів (медіана — 136 944). Медіана доходів становила 68 929 доларів для чоловіків та 60 573 долари для жінок. За межею бідності перебувало 7,5 % осіб, у тому числі 0,0 % дітей у віці до 18 років та 6,2 % осіб у віці 65 років та старших.
Цивільне працевлаштоване населення становило 1357 осіб. Основні галузі зайнятості: науковці, спеціалісти, менеджери — 17,2 %, освіта, охорона здоров'я та соціальна допомога — 16,2 %, будівництво — 15,0 %.